# Branta
Branta is een geslacht van vogels uit de familie van de eendachtigen (Anatidae). Ze worden ook wel zwarte ganzen genoemd. De vogels zijn herkenbaar aan hun zwarte of donkergrijze poten en hun zwarte snavel. Grote delen van de kop, hals en vaak ook de borst zijn opvallend zwart. Door deze kenmerken onderscheiden zwarte ganzen zich van 'grauwe ganzen' van het geslacht Anser. Branta telt zes soorten.
De naam Branta is afgeleid van het Oudnoordse Brandgás (brandgans), waarbij brand zwart verbrand betekent. In het Nederlands is brandgans de naam van een van de zes soorten zwarte ganzen. In het Engels wordt de rotgans, een andere soort van dit geslacht, brant of brent goose genoemd.

## Leefwijze
Zwarte ganzen komen uitsluitend voor op het noordelijk halfrond en het zijn, op de hawaiigans na, trekvogels die lange afstanden overbruggen. In Eurazië leven ze aan of vlak bij de kust; verder van de kust leven de grotere grauwe ganzen. In Noord-Amerika komen vrijwel geen grauwe ganzen voor, en worden de zwarte ganzen ook in het binnenland aangetroffen.

## Soorten
- Branta bernicla  – Rotgans
  - Branta bernicla hrota – Witbuikrotgans
  - Branta bernicla nigricans – Zwarte rotgans
- Branta canadensis  – Grote Canadese gans
- Branta hutchinsii  – Kleine Canadese gans
- Branta leucopsis  – Brandgans
- Branta ruficollis  – Roodhalsgans
- Branta sandvicensis  – Hawaiigans

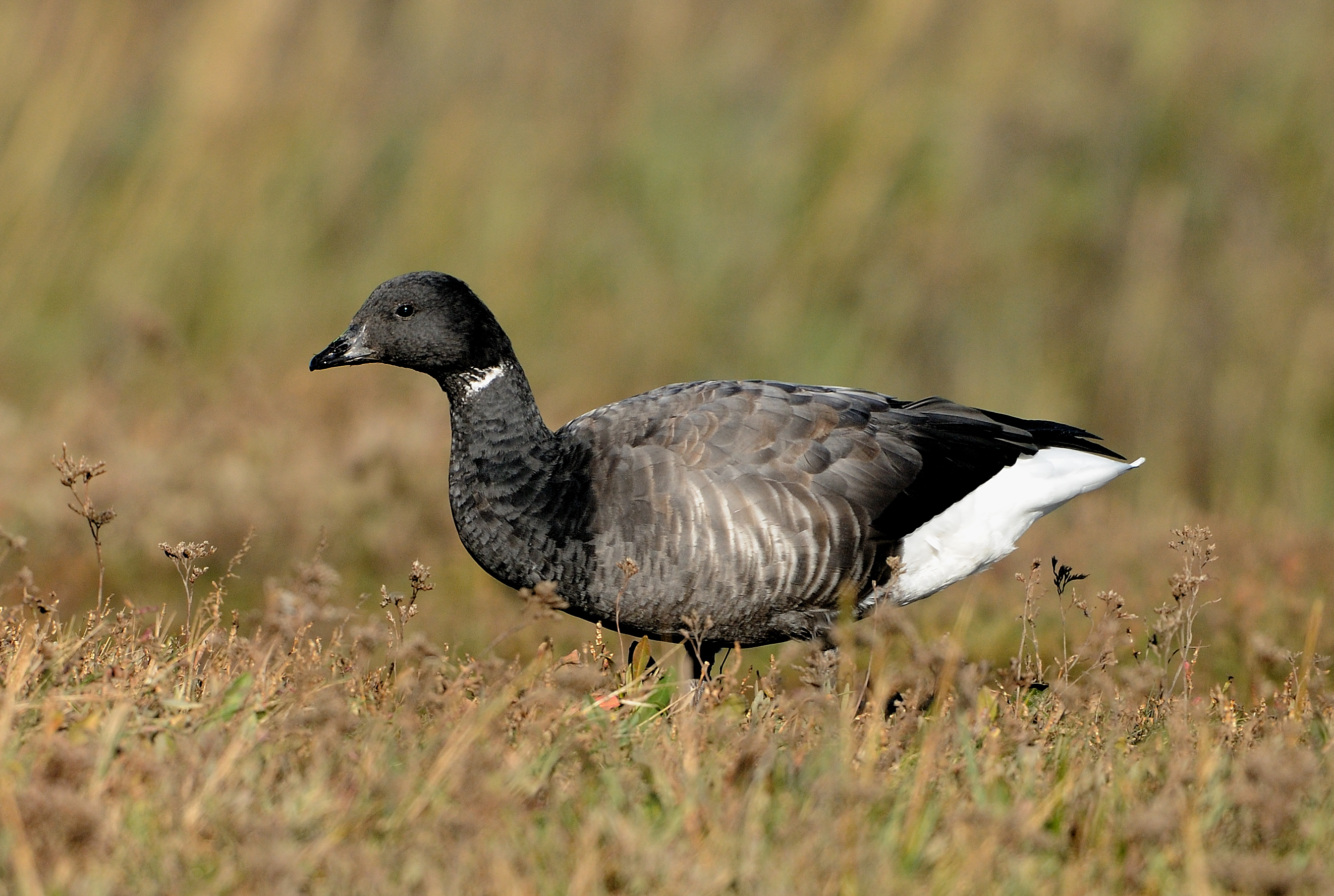
Rotgans (Branta bernicla)
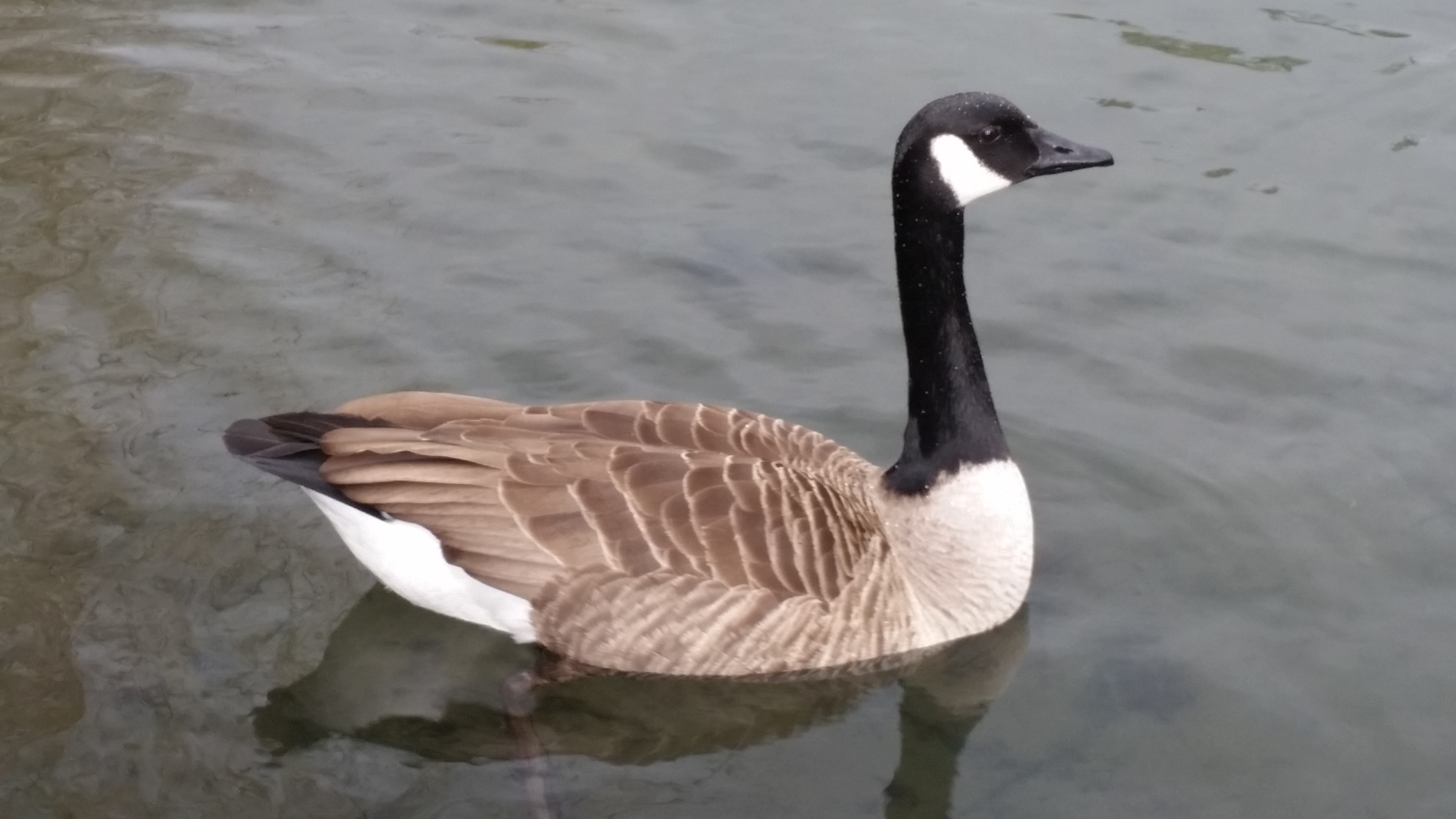
Grote Canadese gans (Branta canadensis)
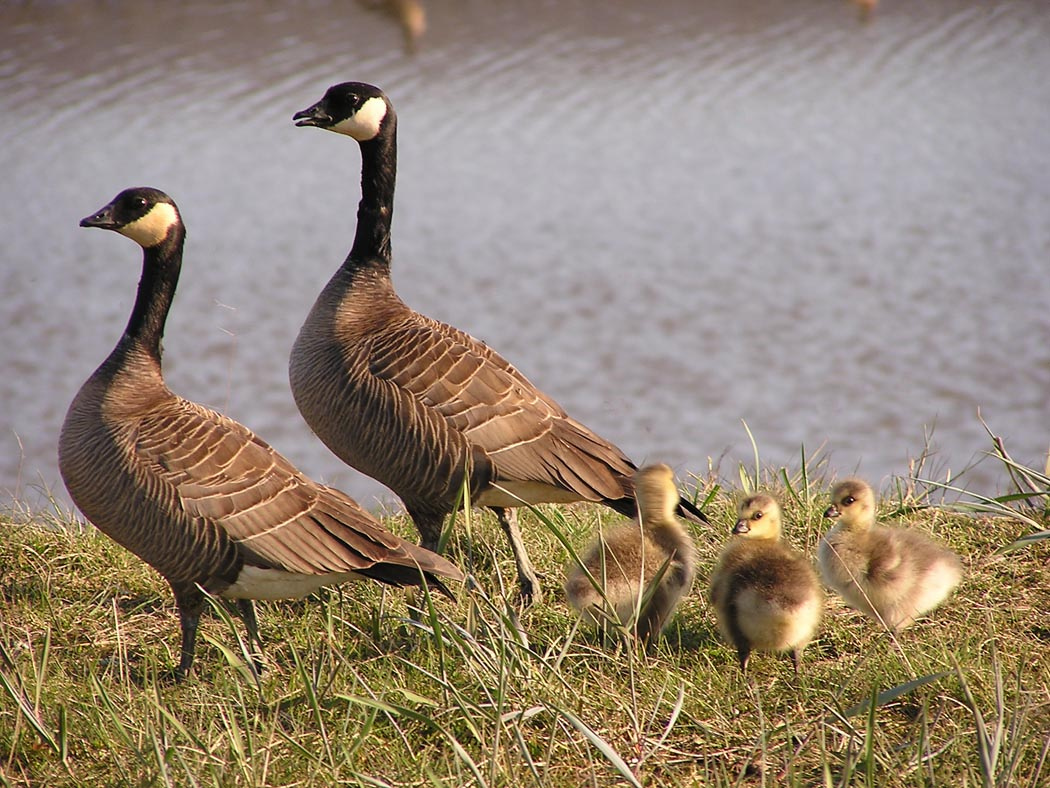
Kleine Canadese gans (Branta hutchinsii)
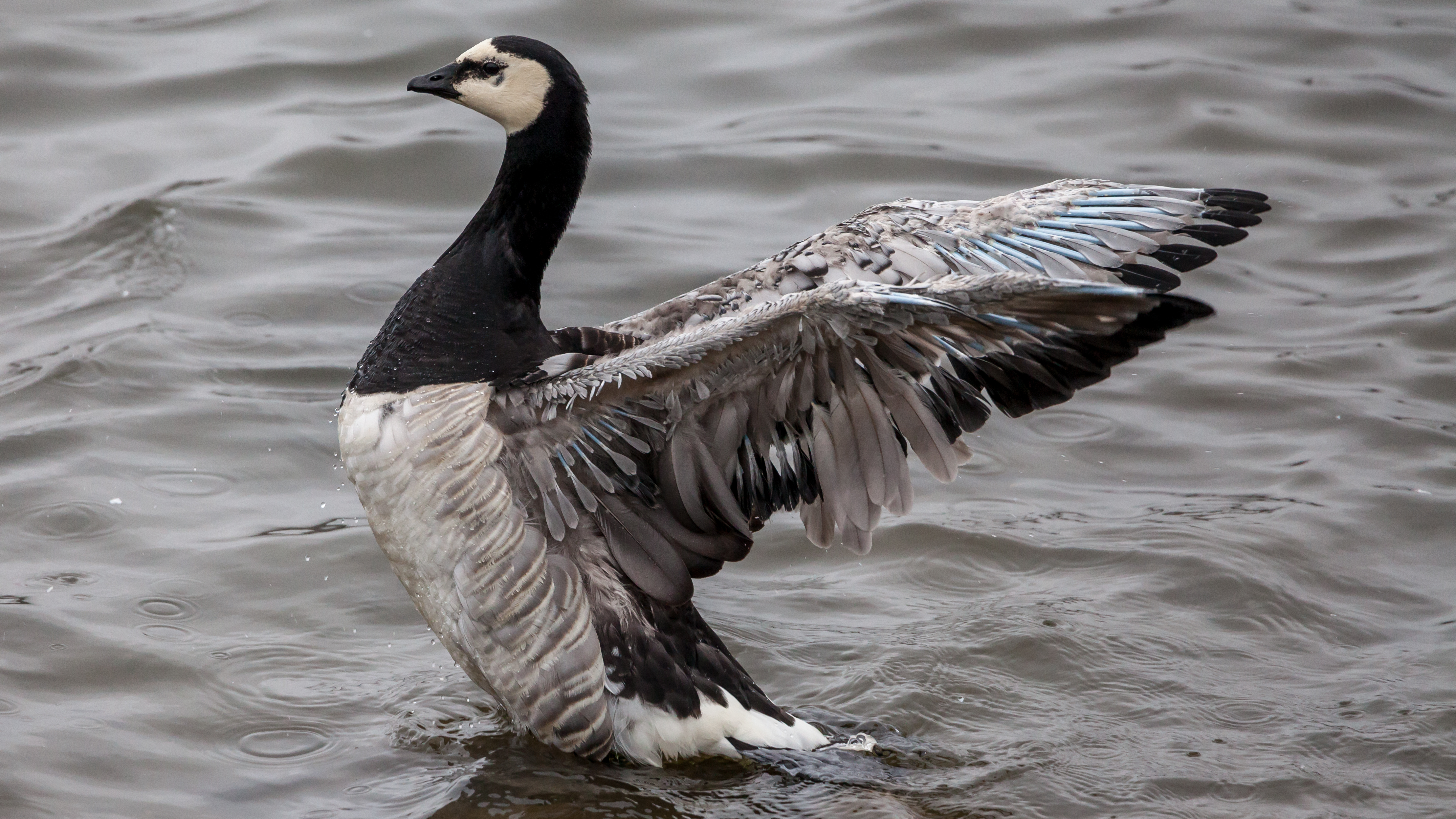
Brandgans (Branta leucopsis)
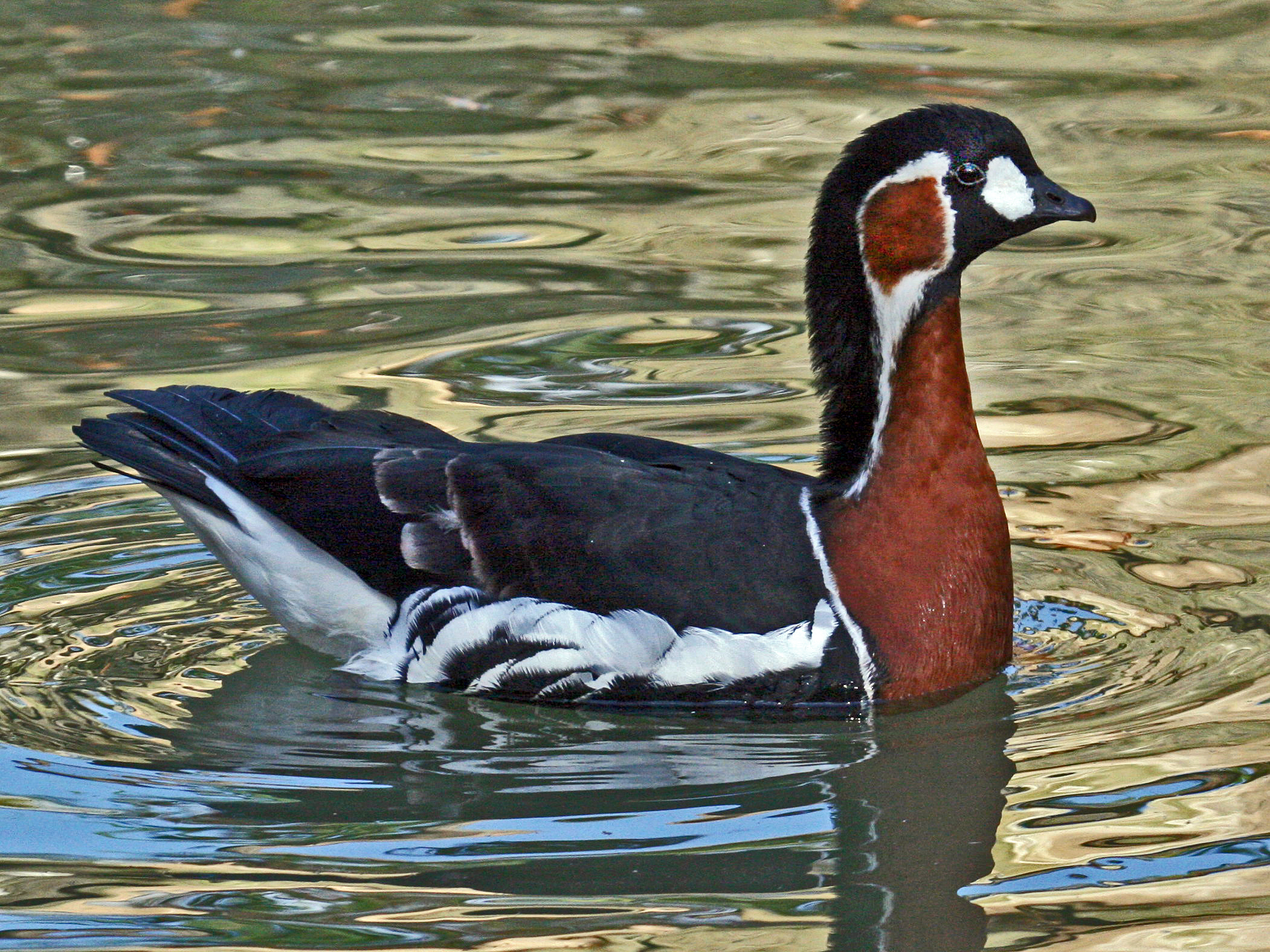
Roodhalsgans (Branta ruficollis)
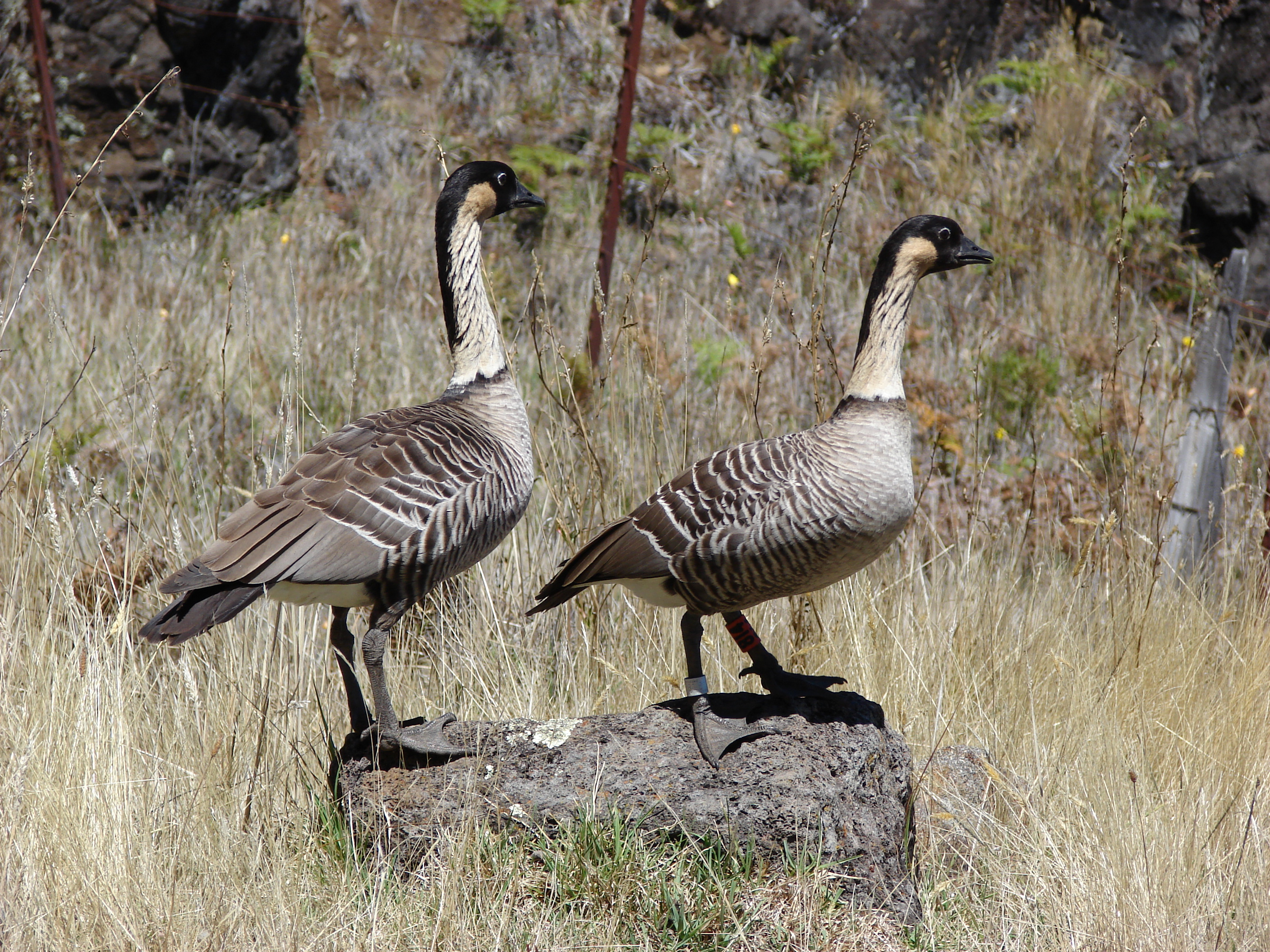
Hawaiigans (Branta sandvicensis)